# Abastecimiento hídrico

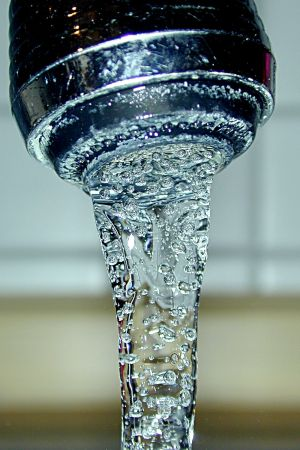
Agua de un grifo - suministrado por un tubo.

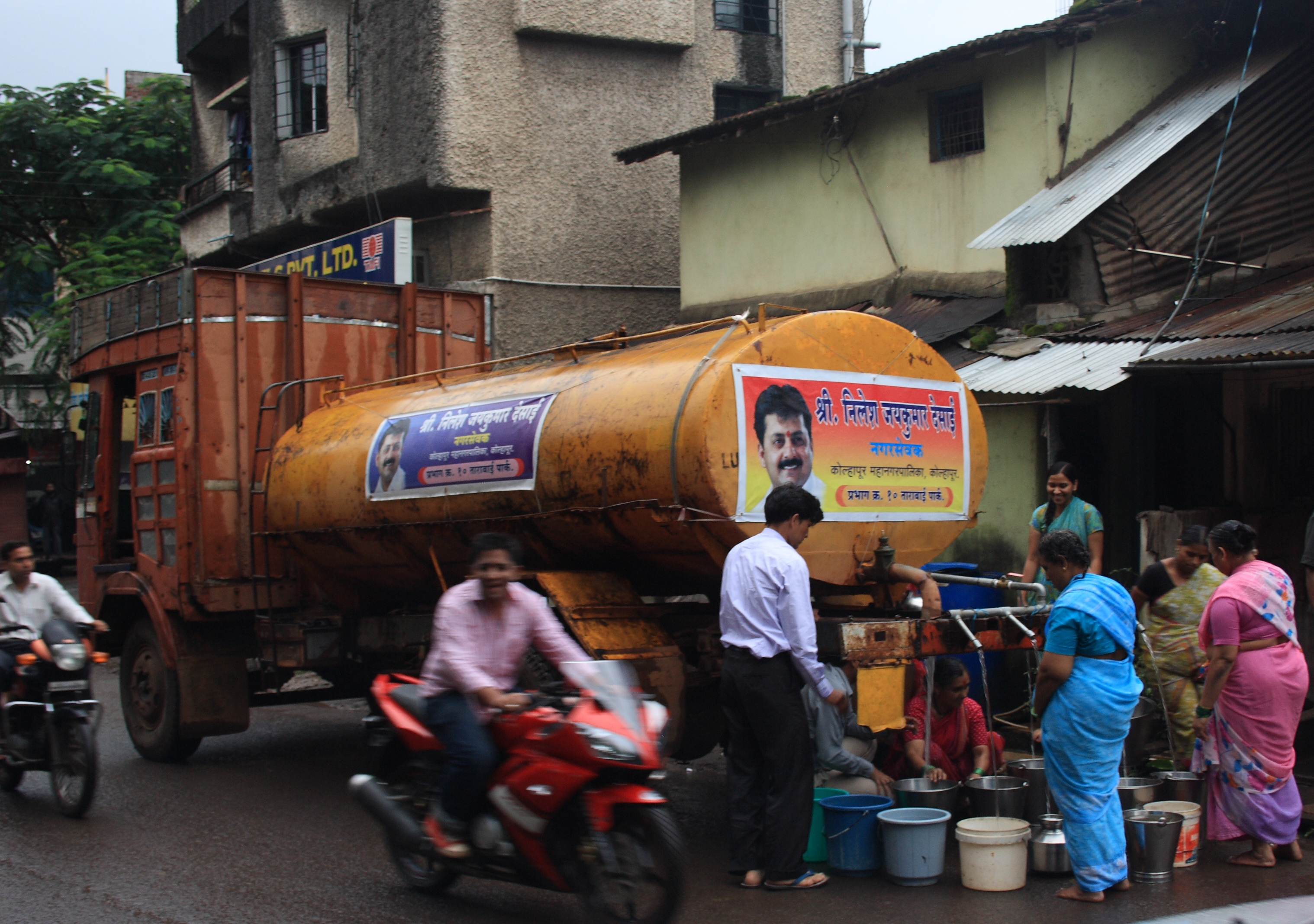
Agua de grifos - suministrados por un camión.

El abastecimiento hídrico, también denominado reservas de agua, suministro de agua o fuentes de agua, es el suministro de agua por parte de organizaciones comerciales de servicios públicos, esfuerzos de la comunidad o por parte de individuos, generalmente a través de un sistema de bombas y tuberías. El riego se cubre por separado. 

## Acceso mundial al agua potable

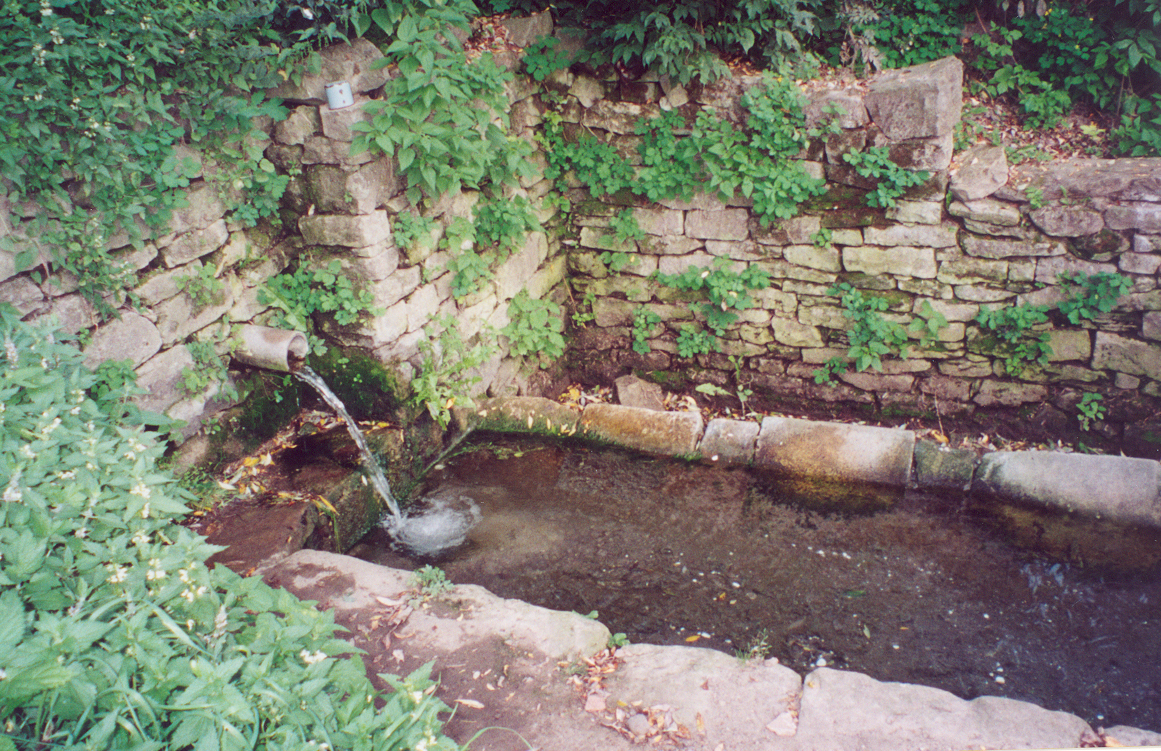
Shipot, una fuente de agua subterránea en Ucrania

En 2010, alrededor del 87% de la población mundial (5.900 millones de personas) tenía acceso al suministro de agua por tubería a través de conexiones domiciliarias o a una fuente de agua mejorada a través de otros medios distintos de la vivienda, incluidos los tubos verticales, los quioscos de agua, los suministros de agua de manantial y los pozos protegidos. Sin embargo, alrededor del 13% (unos 900 millones de personas) no tienen acceso a una fuente de agua mejorada y tenían que utilizar pozos o manantiales, canales, lagos o ríos sin protección para sus necesidades de agua.
Un suministro de agua limpia -en particular, agua que no esté contaminada con materia fecal por falta de saneamiento- es el factor determinante más importante de la salud pública. La destrucción de la infraestructura de abastecimiento de agua y/o saneamiento después de grandes catástrofes (terremotos, inundaciones, guerras, etc.) plantea la amenaza inmediata de epidemias graves de enfermedades transmitidas por el agua, varias de las cuales pueden poner en peligro la vida

## Visión técnica
Los sistemas de suministro de agua obtienen agua de una variedad de lugares después del tratamiento apropiado, incluyendo agua subterránea (acuíferos), agua superficial (lagos y ríos) y el mar a través de la desalinización. Las etapas del tratamiento del agua incluyen, en la mayoría de los casos, la purificación, la desinfección mediante cloración y, a veces, la fluoración. El agua tratada fluye entonces por gravedad o es bombeada a embalses, que pueden ser elevados, como torres de agua o en el suelo (para indicadores relacionados con la eficiencia de la distribución de agua potable). Una vez que se utiliza el agua, las aguas residuales se descargan en un sistema de alcantarillado y se tratan en una planta de tratamiento de aguas residuales antes de ser vertidas en un río, lago o mar o reutilizadas para jardinería, riego o uso industrial (véase también saneamiento).

### Uso
En los Estados Unidos, la vivienda unifamiliar típica utiliza alrededor de 520 Litros de agua al día (estimación para 2016) o 222 Litros per cápita al día. Esto incluye varios propósitos residenciales comunes de uso final (en orden decreciente) como el uso del inodoro, las duchas, el uso de grifos, el uso de lavadoras, las fugas, otros (no identificados), los baños y el uso del lavaplatos.

## Calidad de servicio

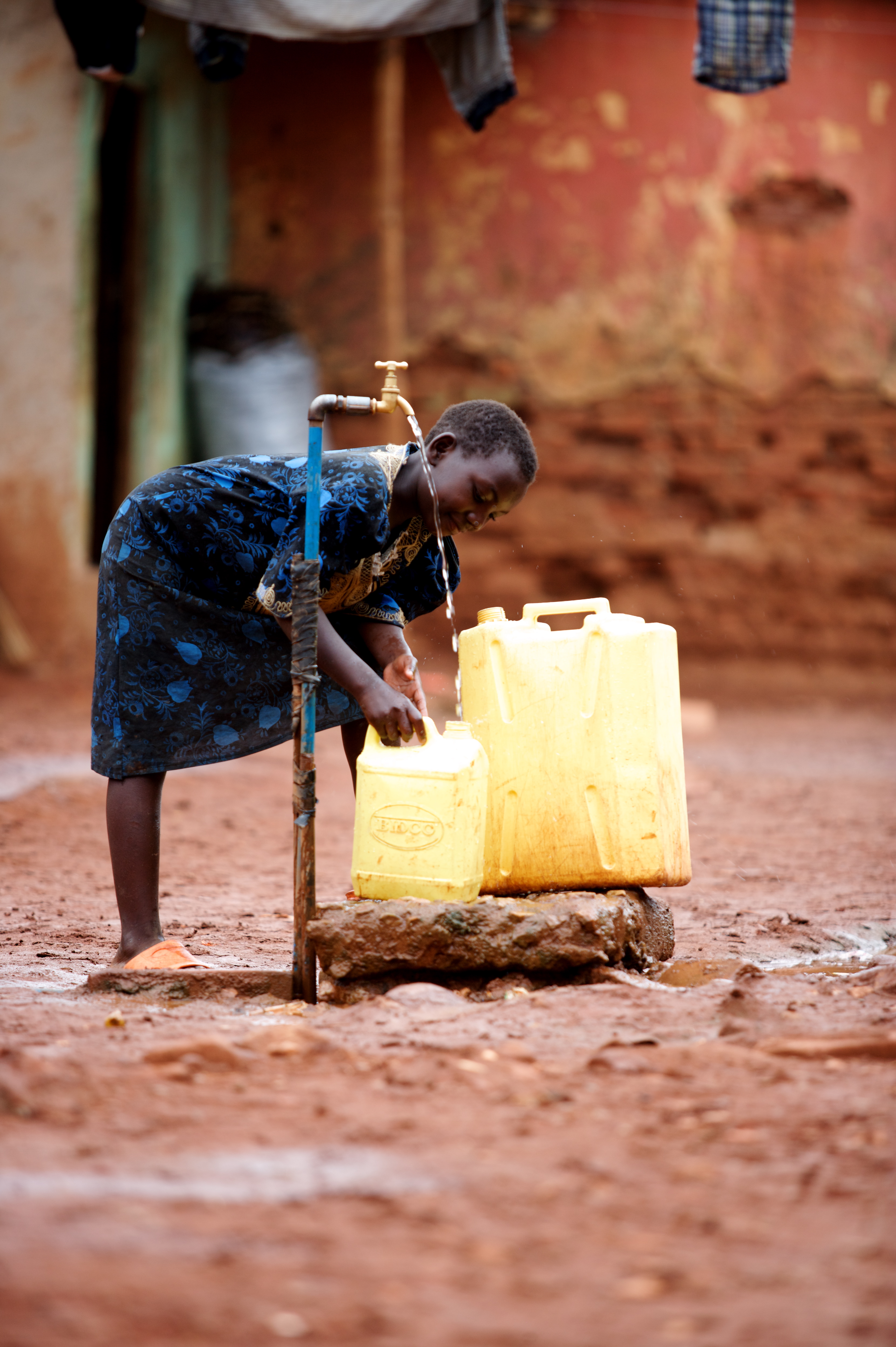
Una niña recoge agua limpia de un suministro comunal de agua en Kawempe, Uganda.

Muchos de los 4.200 millones de personas que tienen acceso al agua corriente reciben un servicio de mala o muy mala calidad, especialmente en los países en desarrollo, donde vive alrededor del 80% de la población mundial. La calidad del servicio de suministro de agua tiene muchas dimensiones: continuidad; calidad del agua; presión; y el grado de respuesta de los proveedores de servicios a las quejas de los clientes.

### Continuidad de suministro
La continuidad del suministro de agua se da por sentada en la mayoría de los países desarrollados, pero es un problema grave en muchos países en desarrollo, donde a veces el agua sólo se suministra durante unas pocas horas al día o unos pocos días a la semana. Se estima que aproximadamente la mitad de la población de los países en desarrollo recibe agua de forma intermitente.

### Calidad de agua
La calidad del agua potable tiene una dimensión microbiológica y físico-química. Hay miles de parámetros de calidad del agua. En los sistemas públicos de suministro de agua, el agua debería, como mínimo, ser desinfectada -más comúnmente mediante el uso de cloración o el uso de luz ultravioleta- o podría ser necesario someterla a tratamiento, especialmente en el caso de las aguas superficiales.

### Presión de agua

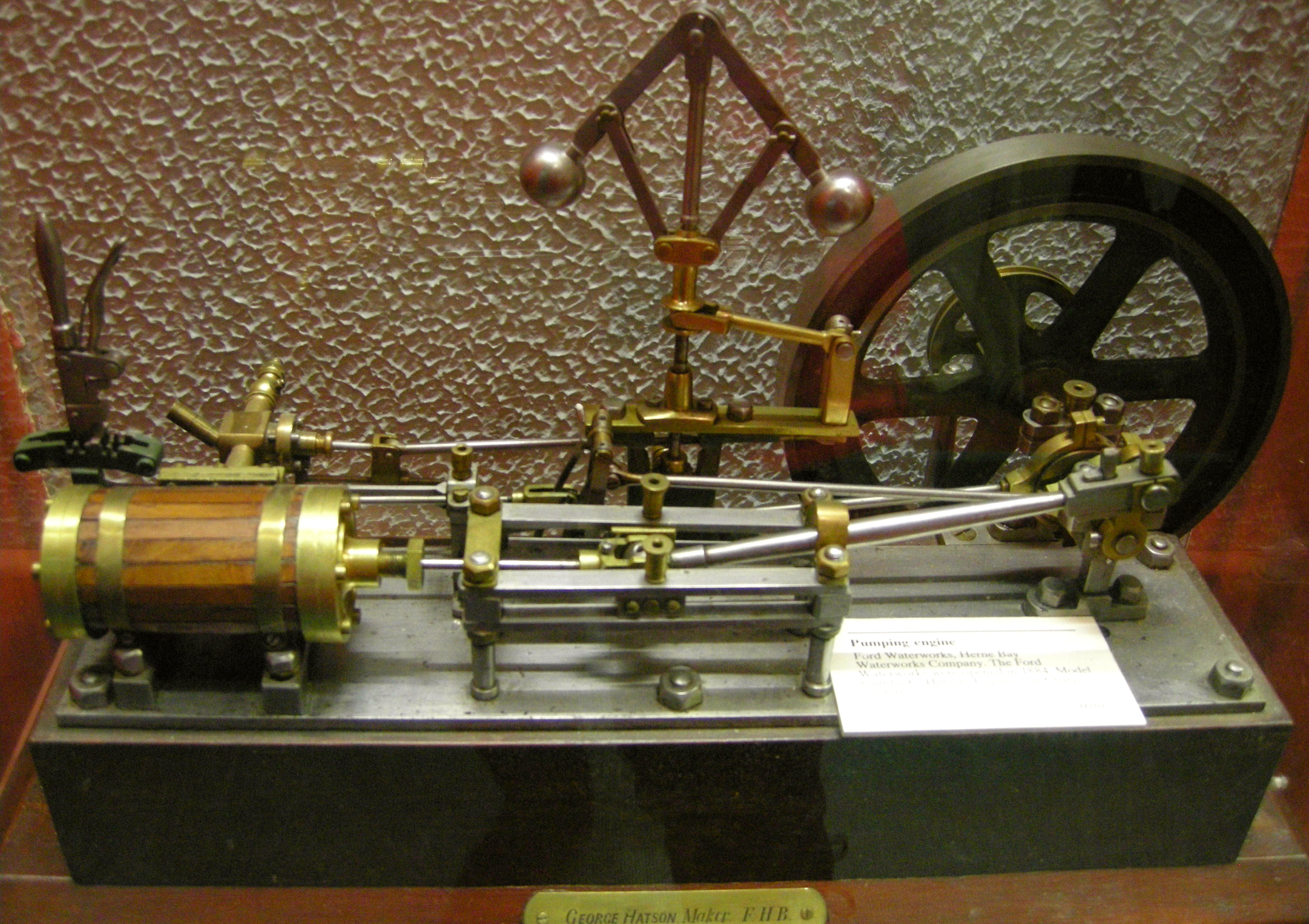
Modelo de motor de bombeo de la década de 1880, en el Herne Bay Museum

Las presiones del agua varían en las diferentes ubicaciones de un sistema de distribución. Las tuberías de agua por debajo de la calle pueden funcionar a presiones más altas, con un reductor de presión situado en cada punto en el que el agua entra en un edificio o una casa. En sistemas mal manejados, la presión del agua puede ser tan baja que sólo resulta en un goteo de agua o tan alta que causa daños a los accesorios de plomería y desperdicio de agua. La presión en un sistema de agua urbano es típicamente mantenida ya sea por un tanque de agua presurizado que sirve a un área urbana, bombeando el agua hacia una torre de agua y confiando en la gravedad para mantener una presión constante en el sistema o únicamente por bombas en la planta de tratamiento de agua y estaciones de bombeo repetidoras.
La presión efectiva también varía debido a la pérdida de presión debida a la resistencia de suministro, incluso para la misma presión estática. Un consumidor urbano puede tener 5 metros de tubería de 15 mm desde la cañería de hierro, por lo que el flujo del grifo de la cocina será bastante libre, es decir, de gran caudal. Un consumidor rural puede tener un kilómetro de tubería de hierro oxidado y encalado de 22 mm, por lo que el caudal del grifo de su cocina será pequeño.
El agua por gravedad tiene una presión pequeña (digamos ¼ bar en el baño) por lo que necesita tuberías anchas para permitir mayores caudales. Esto está bien para los baños y aseos, pero con frecuencia es inadecuado para las duchas. Se instala una bomba de refuerzo o un hidróforo para aumentar y mantener la presión. Por esta razón, las casas urbanas utilizan cada vez más calderas a presión de la red (combi), que tardan mucho tiempo en llenar una bañera, pero se adaptan a la alta contrapresión de una ducha.

## Responsabilidad institucional
Una gran variedad de instituciones tienen responsabilidades en el suministro de agua. Una distinción básica es entre las instituciones responsables de la política y la regulación, por un lado, y las instituciones encargadas de prestar servicios, por otro. 

### Política y control
Las políticas y la regulación del suministro de agua suelen ser definidas por uno o varios ministerios, en consulta con el poder legislativo. En los Estados Unidos, la Agencia de Protección Ambiental de los Estados Unidos, cuyo administrador depende directamente del Presidente, es responsable de la política de agua y saneamiento y del establecimiento de normas dentro de la rama ejecutiva. En otros países, la responsabilidad de la política sectorial se confía a un Ministerio de Medio Ambiente (como en México y Colombia), a un Ministerio de Salud (como en Panamá, Honduras y Uruguay), a un Ministerio de Obras Públicas (como en Ecuador y Haití), a un Ministerio de Economía (como en los estados alemanes) o a un Ministerio de Energía (como en Irán). Algunos países, como Jordania, Venezuela (retomado desde 2018) y Bolivia, tienen incluso un Ministerio de Agua. A menudo, varios ministerios comparten responsabilidades en materia de suministro de agua. En la Unión Europea, se han confiado importantes funciones políticas al nivel supranacional. Las funciones políticas y regulatorias incluyen el establecimiento de reglas de tarifas y la aprobación de aumentos de tarifas; el establecimiento, monitoreo y aplicación de normas para la calidad del servicio y la protección ambiental; la evaluación comparativa del desempeño de los proveedores de servicios; y reformas en la estructura de las instituciones responsables de la prestación de servicios. La distinción entre funciones de política y funciones reguladoras no siempre está bien definida. En algunos países, ambos están encomendados a ministerios, pero en otros las funciones reguladoras se encomiendan a organismos distintos de los ministerios. 

#### Agencias reguladoras
Decenas de países de todo el mundo han establecido organismos reguladores de los servicios de infraestructura, incluidos a menudo el abastecimiento de agua y el saneamiento, a fin de proteger mejor a los consumidores y mejorar la eficiencia. Se puede confiar a las agencias reguladoras una serie de responsabilidades, en particular la aprobación de los aumentos de tarifas y la gestión de los sistemas de información del sector, incluidos los sistemas de evaluación comparativa. A veces también tienen el mandato de resolver las reclamaciones de los consumidores que no han sido tratadas satisfactoriamente por los proveedores de servicios. Se espera que estas entidades especializadas sean más competentes y objetivas en la regulación de los proveedores de servicios que los departamentos de los ministerios gubernamentales. Se supone que las agencias reguladoras son autónomas del poder ejecutivo del gobierno, pero en muchos países a menudo no han podido ejercer un gran grado de autonomía. En los Estados Unidos, las agencias reguladoras de los servicios públicos han existido durante casi un siglo a nivel de los estados, y en Canadá a nivel de las provincias. En ambos países cubren varios sectores de infraestructura. Para Inglaterra y Gales, se creó una agencia reguladora del agua (OFWAT) como parte de la privatización de la industria del agua en 1989. En muchos países en desarrollo, se crearon agencias reguladoras del agua durante la década de 1990, en paralelo con los esfuerzos por aumentar la participación del sector privado, como algunos países de América Latina.
Muchos países no cuentan con organismos reguladores del agua. En estos países, los proveedores de servicios están regulados directamente por el gobierno local o el gobierno nacional. Este es el caso, por ejemplo, de los países de Europa continental, de China y de la India.[cita requerida]

### Provisión de servicio
Los proveedores de servicios de abastecimiento de agua, que a menudo son empresas de servicios públicos, difieren entre sí en cuanto a su cobertura geográfica en relación con las fronteras administrativas, su cobertura sectorial, su estructura de propiedad y sus acuerdos de gobernanza. 

#### Cobertura geográfica

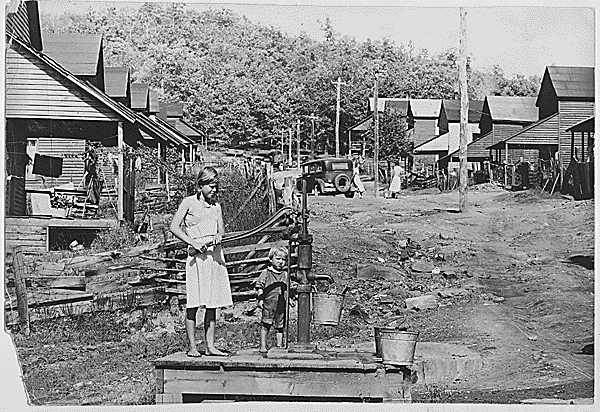
El único suministro de agua de esta sección de Wilder, Tennessee, 1942.

Muchos servicios públicos de agua proporcionan servicios en una sola ciudad, pueblo o municipio. Sin embargo, en muchos países los municipios se han asociado en servicios públicos regionales o intermunicipales o multijurisdiccionales para beneficiarse de las economías de escala. En los Estados Unidos, estos pueden adoptar la forma de distritos con fines especiales que pueden tener una autoridad tributaria independiente.
En algunos países federales, hay proveedores de servicios de agua que cubren la mayoría o todas las ciudades y pueblos de todo un estado, como en todos los estados de Brasil y algunos estados de México. En Inglaterra y Gales, el suministro de agua y el alcantarillado se realiza casi en su totalidad a través de diez empresas regionales. Algunos países más pequeños, especialmente los países desarrollados, han establecido proveedores de servicios que cubren todo el país o al menos la mayoría de sus ciudades y pueblos principales. Estos proveedores de servicios nacionales son especialmente frecuentes en África Occidental y América Central, pero también existen, por ejemplo, en Túnez, Jordania y Uruguay. En las zonas rurales, donde vive aproximadamente la mitad de la población mundial, los servicios de agua no suelen ser prestados por empresas de servicios públicos, sino por organizaciones de base comunitaria que suelen cubrir una o varias aldeas.

#### Cobertura por sector
Algunos servicios de agua sólo proporcionan servicios de suministro de agua, mientras que el alcantarillado está bajo la responsabilidad de una entidad diferente, por ejemplo, Túnez. Sin embargo, en la mayoría de los casos, los servicios de agua también proporcionan servicios de alcantarillado y tratamiento de aguas residuales. En algunas ciudades o países, los servicios públicos también distribuyen electricidad. En unos pocos casos, estos servicios públicos múltiples también recogen residuos sólidos y prestan servicios telefónicos locales. Un ejemplo de esta utilidad integrada puede encontrarse en la ciudad colombiana de Medellín. En Frankfurt, Alemania (Mainova), en Casablanca, Marruecos y en Gabón, en África Occidental, se pueden encontrar servicios públicos que proporcionan agua, saneamiento y electricidad. Los servicios públicos múltiples proporcionan ciertos beneficios, como la facturación común y la opción de subsidiar los servicios de agua con los ingresos de las ventas de electricidad, si la ley lo permite.

##### Participación de sector privado
Se estima que un 10 por ciento del suministro de agua urbana es suministrado por empresas privadas o mixtas público-privadas, por lo general en virtud de concesiones, arrendamientos o contratos de gestión. En virtud de estos acuerdos, la entidad pública legalmente responsable de la prestación de servicios delega algunos o todos los aspectos de la prestación de servicios al proveedor de servicios privado durante un período que suele oscilar entre 4 y 30 años. La entidad pública sigue siendo propietaria de los activos. Estos acuerdos son comunes en Francia y en España. Sólo en unas pocas partes del mundo se han vendido completamente los sistemas de suministro de agua al sector privado (privatización), como Inglaterra, Gales y Chile. En los últimos años, varias ciudades han vuelto al sector público en un proceso denominado "remunicipalización".

##### Provisión de servicios públicos de agua
El 90% de los servicios urbanos de abastecimiento de agua y saneamiento se encuentran actualmente en el sector público. Son propiedad de las autoridades estatales o locales, o también de colectivos o cooperativas. Funcionan sin fines de lucro, pero se basan en la ética de proporcionar un bien común considerado de interés público. En la mayoría de los países de ingresos medios y bajos, estos proveedores de agua de propiedad y gestión públicas pueden ser ineficientes como resultado de la interferencia política, lo que conduce a un exceso de personal y a una baja productividad laboral. Irónicamente, los principales perdedores de este acuerdo institucional son los pobres urbanos de estos países. Debido a que no están conectados a la red, terminan pagando mucho más por litro de agua que los hogares más acomodados conectados a la red que se benefician de los subsidios implícitos que reciben de los servicios públicos deficitarios. El hecho de que todavía estemos tan lejos de lograr el acceso universal al agua potable y al saneamiento demuestra que las autoridades públicas de agua, en su estado actual, no están funcionando lo suficientemente bien. Sin embargo, algunos están teniendo mucho éxito y están modelando las mejores formas de gestión pública. Como señala Ryutaro Hashimoto, ex Primer Ministro japonés: "Una modesta mejora en los operadores públicos de agua tendrá un inmenso impacto en la prestación de servicios a nivel mundial".

##### Disposiciones de gobernanza
Los acuerdos de gobernanza para los servicios públicos y privados pueden adoptar muchas formas (Kurian y McCarney, 2010). Definen la relación entre el proveedor de servicios, propietarios, clientes y entidades reguladoras. Determinan la autonomía financiera del proveedor de servicios y su capacidad para mantener sus activos, ampliar los servicios, atraer y retener personal calificado, en última instancia, prestar servicios de alta calidad. Los aspectos clave de los acuerdos de gobernanza son la medida en que la entidad encargada de prestar servicios está aislada de la intervención política arbitraria, y si existe un mandato explícito y la voluntad política de permitir que el proveedor  recupere la totalidad o al menos la mayor parte de sus costes a través de las tarifas y retenga estos ingresos. Si el suministro de agua es responsabilidad de un departamento integrado en la administración de una ciudad, pueblo o municipio, existe el riesgo de que los ingresos se desvíen para otros fines. En algunos casos, también existe el riesgo de que los funcionarios sean nombrados principalmente por motivos políticos y no por sus credenciales profesionales.

### Estandarización
Las normas internacionales para el sistema de suministro de agua están cubiertas por la Clasificación Internacional de Normas (ICS) 91.140.60.

## Aspectos financieros

### Costes y financiación
El coste del suministro de agua consiste, en gran medida, en costes fijos (costes de capital y costes de personal) y sólo en una pequeña parte, en costes variables que dependen de la cantidad de agua consumida (principalmente energía y productos químicos). El costo total del suministro de agua en las zonas urbanas de los países desarrollados es de aproximadamente 1 a 2 dólares por metro cúbico, dependiendo de los costos locales y de los niveles de consumo de agua local. El costo del saneamiento (alcantarillado y tratamiento de aguas residuales) es de otros US$1-2 por metro cúbico. Estos costos son algo más bajos en los países en desarrollo. En todo el mundo, sólo una parte de estos costes suele facturarse a los consumidores, mientras que el resto se financia mediante subsidio directo o indirecto de los gobiernos locales, regionales o nacionales. 
Además de las subsidios, las inversiones en el suministro de agua se financian a través de los ingresos generados internamente, así como a través de la deuda. La financiación de la deuda puede adoptar la forma de créditos de bancos comerciales, créditos de instituciones financieras internacionales como el Banco Mundial y bancos regionales de desarrollo (en el caso de los países en desarrollo) y bonos (en el caso de algunos países desarrollados y algunos países de ingresos medianos altos). 

## Medición
La medición del suministro de agua suele estar motivada por uno o varios de los cuatro objetivos: En primer lugar, proporciona un incentivo para conservar el agua que protege los recursos hídricos (objetivo medioambiental). En segundo lugar, puede posponer la costosa expansión del sistema y ahorrar costes energéticos y químicos (objetivo económico). Tercero, permite a una empresa de servicios públicos localizar mejor las pérdidas de distribución (objetivo técnico). En cuarto lugar, permite a los proveedores cobrar por el agua en función de su uso, lo cual es percibido por muchos como la forma más justa de asignar los costes del suministro de agua a los usuarios. La medición se considera una buena práctica en el suministro de agua y está muy extendida en los países desarrollados, excepto en el Reino Unido. En los países en desarrollo se estima que la mitad de todos los sistemas de abastecimiento de agua en las zonas urbanas están contados y la tendencia va en aumento. 

## Aspectos de salud

### Brotes de enfermedades
El suministro de agua puede contaminarse por agentes patógenos que pueden provenir de excrementos humanos, por ejemplo, debido a una avería o a un fallo de diseño en el sistema de saneamiento, o por contaminantes químicos. 
- En 1854, el Dr. John Snow identificó un brote de cólera en el distrito del Soho de Londres como originado por el agua contaminada de la bomba de la calle Broad. Esto puede ser considerado como un evento fundador de la ciencia de la epidemiología.
- En 1980, un aumento de la hepatitis A debido al consumo de agua de un pozo contaminado con heces, en Pensilvania.[7]
- En 1987, un brote de criptosporidiosis es causado por el suministro público de agua cuya filtración fue contaminada, en el oeste de Georgia.[8]

- Un brote de fiebre tifoidea en el norte de Israel, que se asoció con la contaminación del suministro de agua municipal.[9]
- En 1997, 369 casos de criptosporidiosis ocurrieron, causados por una fuente contaminada en el zoológico de Minnesota. La mayoría de los enfermos eran niños.[10]
- En 1998, se culpó a un suministro municipal de agua no clorada de un brote de campilobacteriosis en el norte de Finlandia.[11]
- En 2000, un brote de gastroenteritis causado por un suministro de agua comunitaria no clorada, en el sur de Finlandia.[12]
- En el año 2000, se produjo un brote de E. coli en Walkerton, Ontario, Canadá. Siete personas murieron por beber agua contaminada. Cientos sufrieron los síntomas de la enfermedad, sin saber si ellos también morirían.[13]
- En 2004, la contaminación del suministro de agua de la comunidad, que abastece el centro de la ciudad de Bergen, en Noruega, se notificó posteriormente tras el brote de giardiasis transmitida por el agua.[14]
- En 2007, se determinó que el agua potable contaminada había provocado el brote de gastroenteritis con etiologías múltiples en Dinamarca.[15]

## Historia
A lo largo de la historia, la gente ha ideado sistemas para hacer más conveniente la obtención y el uso del agua. Viviendo en regiones semiáridas, los antiguos persas del primer milenio a. C. utilizaban el sistema de viaje de agua para acceder al agua en las montañas. El imperio romano tenía cañerías interiores, es decir, un sistema de acueductos y tuberías que terminaban en las casas y en pozos y fuentes públicas para que la gente las usara. 
Hasta la época de la Ilustración, se hicieron pocos progresos en el suministro de agua y el saneamiento, y las habilidades de ingeniería de los romanos se descuidaron en gran medida en toda Europa. Fue en el siglo XVIII cuando el rápido crecimiento de la población impulsó un auge en el establecimiento de redes privadas de suministro de agua en Londres. La Chelsea Waterworks Company fue establecida en 1723 "para abastecer mejor a la Ciudad y los extremos de Westminster y partes adyacentes con agua". Otras obras hidráulicas fueron establecidas en Londres, incluyendo en West Ham en 1743, en el Puente Lea antes de 1767, en Lambeth Waterworks Company en 1785, en West Middlesex Waterworks Company en 1806 y en Grand Junction Waterworks Company en 1811.
El tubo S-bend fue inventado por Alexander Cummings en 1775, pero se conoció como U-bend tras la introducción de la trampa en forma de U por Thomas Crapper en 1880. El primer grifo de agua atornillado fue patentado en 1845 por Guest & Chrimes, una fundición de latón en Rotherham.

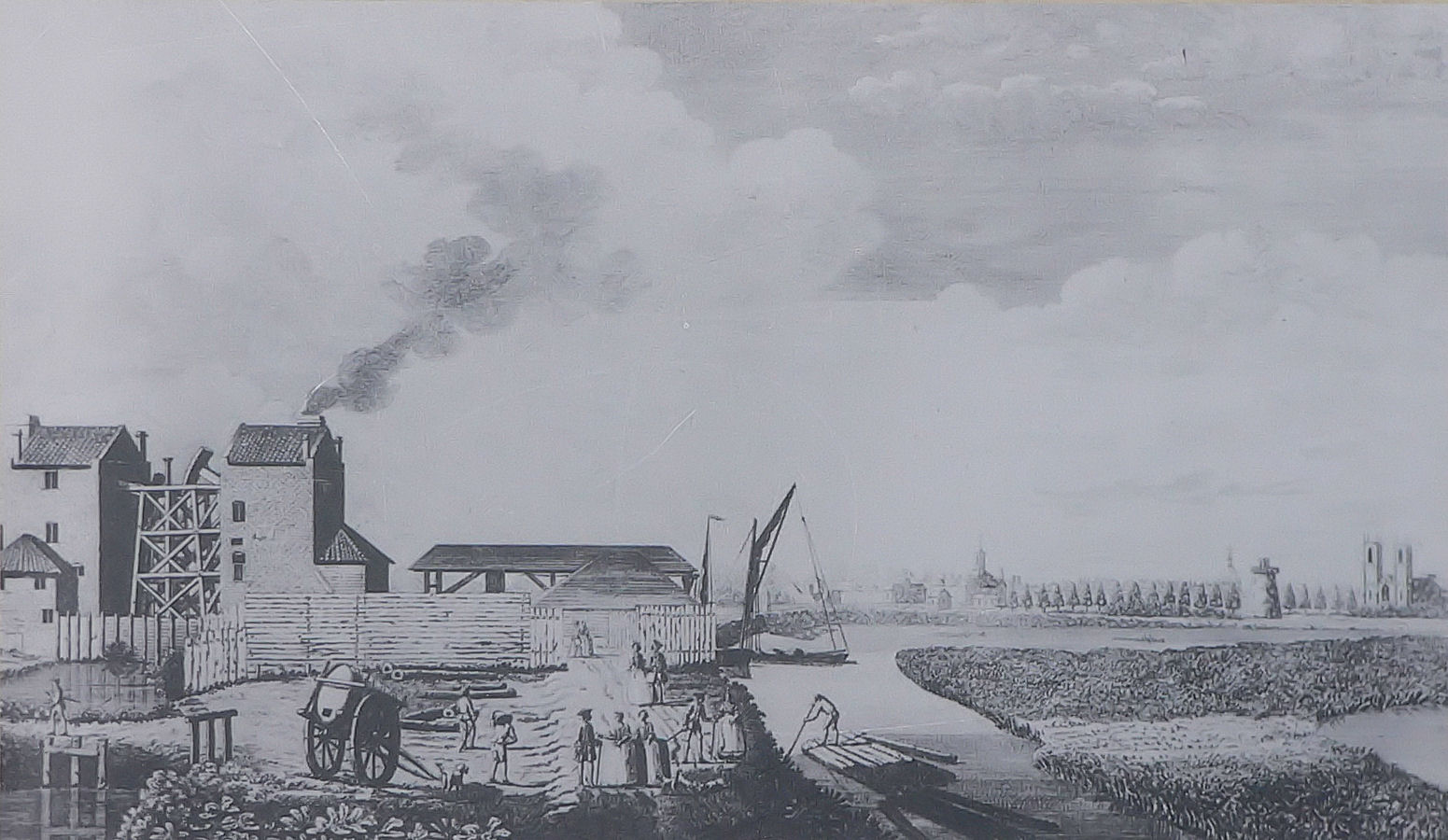
Chelsea Waterworks, 1752. Dos motores de haz Newcomen bombearon el agua del Támesis desde un canal hasta los embalses de Green Park y Hyde Park.

En el antiguo Perú, el pueblo Nazca empleaba un sistema de pozos interconectados y un curso de agua subterráneo conocido como puquios. En España y en América Latina, un curso de agua operado por la comunidad, conocido como acueducto, combinado con un simple sistema de filtración de arena, proporcionaba agua potable. Comenzando en la era romana, un dispositivo de rueda de agua conocido como noria suministraba agua a acueductos y otros sistemas de distribución de agua en las principales ciudades de Europa y Oriente Medio. La infraestructura de abastecimiento de agua de Londres se desarrolló a lo largo de muchos siglos, desde los primeros conductos medievales, pasando por las grandes obras de tratamiento del siglo XIX construidas en respuesta a las amenazas del cólera, hasta los modernos embalses a gran escala.
Las torres de agua aparecieron alrededor de finales del siglo XIX; a medida que aumentaba la altura de los edificios y se disponía de bombas de vapor, eléctricas y diesel. Cuando aparecieron los rascacielos, necesitaban torres de agua en los tejados.
La técnica de purificación del agua potable mediante el uso de gas cloro licuado comprimido fue desarrollada en 1910 por el Mayor del Ejército de los Estados Unidos (más tarde General de Brigada) Carl Rogers Darnall (1867-1941), profesor de química en la Facultad de Medicina del Ejército. Poco después, el Mayor (más tarde Coronel) William J. L. Lyster (1869-1947) del Departamento Médico del Ejército utilizó una solución de hipoclorito de calcio en una bolsa de lino para tratar el agua. Durante muchas décadas, el método de Lyster siguió siendo el estándar para las fuerzas terrestres de Estados Unidos en el campo y en los campamentos, implementado en la forma de la conocida Lyster Bag (también llamada Lister Bag). El trabajo de Darnall se convirtió en la base de los sistemas actuales de purificación de agua municipal.
La desalinización apareció a finales del siglo XX, y todavía está limitada a unas pocas áreas.
Durante el comienzo del siglo XXI, especialmente en las zonas de centros urbanos y suburbanos, la infraestructura centralizada tradicional no ha sido capaz de suministrar cantidades suficientes de agua para satisfacer la creciente demanda. Entre las diversas opciones que se han gestionado se encuentra el uso extensivo de la tecnología de desalinización, especialmente en las zonas costeras y en países "secos" como Australia. La descentralización de la infraestructura hídrica ha crecido ampliamente como una solución viable, incluyendo la captación de agua de lluvia y la captación de agua pluvial, donde las políticas tienden finalmente a un uso más racional y al abastecimiento de conceptos de incorporación de agua tales como "Apto para el uso". Los emiratos tienen la tasa de consumo de agua per cápita más alta del mundo, con 133 galones.

Mapa original por John Nieve que muestra los grupos de casos de cólera en la epidemia de Londres de 1854

### Tratamiento de agua
El primer uso documentado de filtros de arena para purificar el suministro de agua data de 1804, cuando el propietario de una blanqueadora en Paisley, Escocia, John Gibb, instaló un filtro experimental, vendiendo sus excedentes no deseados al público. El primer suministro público de agua tratada en el mundo fue instalado por el ingeniero James Simpson para la Chelsea Waterworks Company en Londres en 1829. 
La práctica del tratamiento de agua pronto se convirtió en una práctica generalizada, y las virtudes del sistema se hicieron patente después de que las investigaciones del médico John Snow durante el brote de cólera de 1854 en la Broad Street demostraron el papel del suministro de agua en la propagación de la epidemia de cólera.
La cloración permanente del agua comenzó en 1905, cuando un filtro de arena lento defectuoso y un suministro de agua contaminado provocaron una grave epidemia de fiebre tifoidea en Lincoln, Inglaterra. El Dr. Alexander Cruickshank Houston utilizó la cloración del agua para detener la epidemia. Su instalación alimentaba el agua tratada con una solución concentrada de Cloruro de calcio. 
El primer uso continuo de cloro en los Estados Unidos para la desinfección tuvo lugar en 1908 en el embalse de Boonton (en el río Rockaway), que sirvió como suministro para Jersey City, Nueva Jersey. La desalinización apareció a finales del siglo XX, y todavía está limitada a unas pocas áreas.